# Aéroplanes Hanriot et Cie

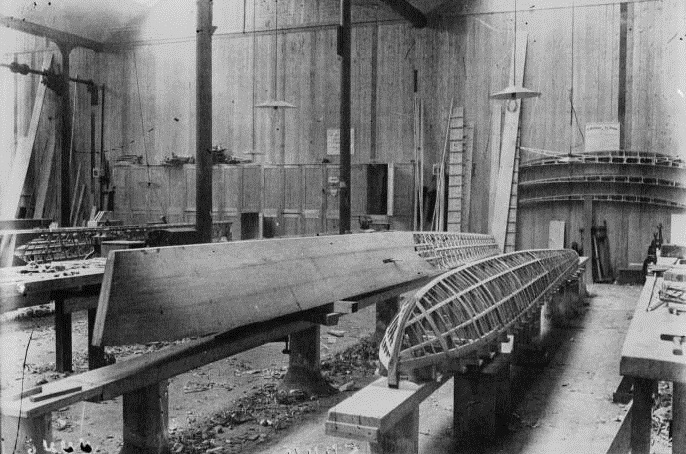
Usine de la compagnie Hanriot à Bétheny près de Reims (1909).

Chasseur Hanriot HD.15 (1922).

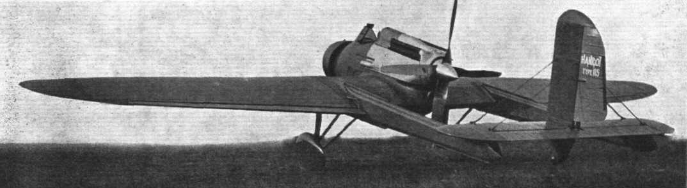
Chasseur Hanriot H.115 (1933).

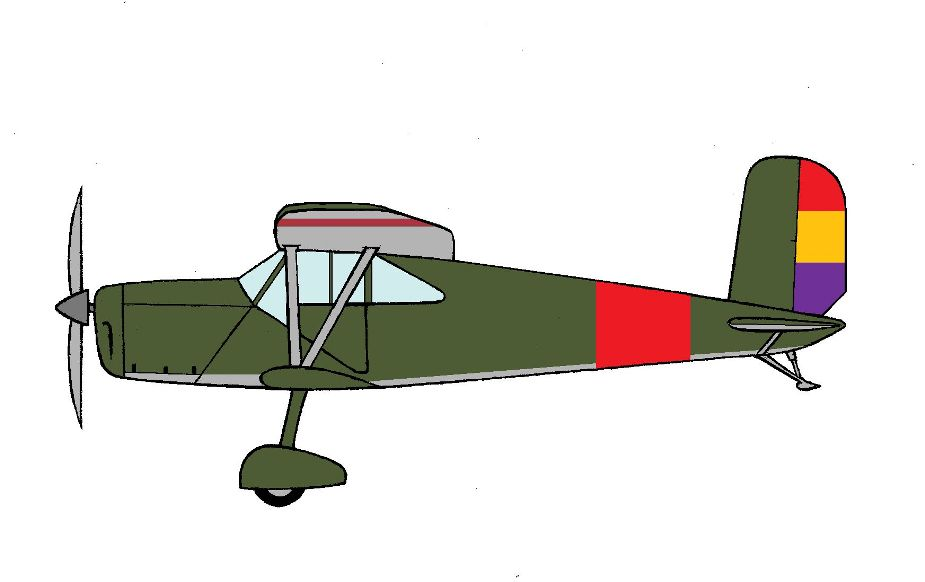
Hanriot H.182 des Forces aériennes de la République espagnole (1936).

Aéroplanes Hanriot et Cie  est un constructeur aéronautique français disparu.

## Historique
La société des monoplans Hanriot a été créée en 1910 par René Hanriot pour la construction d'avions monoplans. Après la faillite de l'entreprise en 1912, elle est rachetée par Alfred Ponnier et devient la Société de Construction de Machines pour la Navigation Aérienne (CMNA). Les ateliers de construction étaient installés à Bétheny, près de Reims. Au début de la Première Guerre mondiale, les usines de la CMNA à Reims tombent aux mains des Allemands. 
René Hanriot crée alors une nouvelle usine d’aviation à Levallois, rue du Bois-Marcel (actuellement rue Jean-Jaurès) où il fonde Aéroplanes Hanriot et Cie. Puis il ouvre une seconde usine à Boulogne-Billancourt en 1917. Aéroplanes Hanriot et Cie déménage à Carrières-sur-Seine en 1924 et René Hanriot meurt le 7 novembre 1925. Une nouvelle usine est ouverte à Bourges en 1930. L'entreprise devient Lorraine Hanriot de 1930 à 1933.
Lors de la nationalisation des industries aéronautiques de 1936, les usines Hanriot ont été intégrées à la Société nationale des constructions aéronautiques du Centre (SNCAC).

## Liste des appareils
- Hanriot 1907 Monoplane[4]
- Hanriot 1909 Monoplane[4]
- Hanriot 1910 Type-1 Monoplane[4]
- Hanriot 1910 Type-II Monoplane "Libellule"[4]
- Hanriot 1910 Type-III Monoplane[4]
- Hanriot 1911 Type-IV Monoplane[4]
- Hanriot 1912 Monoplane[4]
- Hanriot HD 1
- Hanriot HD 2
- Hanriot HD 3
- Hanriot HD 3bis
- Hanriot HD.4
- Hanriot HD.5
- Hanriot HD.6
- Hanriot HD.7
- Hanriot HD.8
- Hanriot HD.9
- Hanriot HD.12
- Hanriot LH.10
- Hanriot LH.11
- Hanriot LH 11bis
- Hanriot LH.12
- Hanriot LH.13
- Hanriot HD.14 (en)
- Hanriot H 14CR
- Hanriot HD.14S
- Hanriot HD.15
- Hanriot LH.16
- Hanriot H.16
- Hanriot HD.17
- Hanriot HD.18[5]
- Hanriot HD.19
- Hanriot H 19 Et2
- Hanriot HD.20
- Hanriot LH 21S
- Hanriot HD.22[6]
- Hanriot HD.24[7]
- Hanriot H.25T[8]
- Hanriot H.26
- Hanriot HD.27
- Hanriot HD.28
- Hanriot HD.29
- Hanriot LH.30[9]
- Hanriot H.31
- Hanriot HD.32
- Hanriot H.33[10]
- Hanriot H.34[11]
- Hanriot H.35
- Hanriot H.36
- Hanriot H.38[12]
- Hanriot HD.40S
- Lorraine Hanriot LH.41 et 41/2
- Lorraine Hanriot LH.42
- Hanriot HD.41H
- Hanriot H.43
- Hanriot H.46 Styx[13]
- Hanriot LH 60[14]
- Hanriot LH 61[15]
- Hanriot LH 70[16]
- Hanriot H.110
- Hanriot-Biche H 110 (LH 110)[17]
- Hanriot H.115
- Lorraine Hanriot LH.130
- Lorraine Hanriot LH.131[18]
- Hanriot HD.141
- Hanriot H.161
- Hanriot H.170
- Hanriot H 170M
- Hanriot H 171
- Hanriot H 172B
- Hanriot H 172N
- Hanriot H 173
- Hanriot H 174
- Hanriot H 175
- Hanriot H.180
- Hanriot H 180T
- Hanriot H 181
- Hanriot H 182
- Hanriot H 183
- Hanriot H 184
- Hanriot H 185
- Hanriot H.190M
- Hanriot H.191
- Hanriot H.192B
- Hanriot H.192N
- Hanriot H.195
- Hanriot H.220
- Hanriot H.230
- Hanriot H.231
- Hanriot H.232
- Hanriot HD.320
- Hanriot HD.321
- Hanriot H.410
- Hanriot H.411
- Hanriot LH.412
- Hanriot LH.431
- Hanriot LH.432
- Hanriot LH.433
- Hanriot H.436
- Hanriot LH.437
- Hanriot H.438
- Hanriot H.439
- Hanriot H.461[19]
- Hanriot H.462[20]
- Hanriot H.463[21]
- Hanriot H.464[22]
- Hanriot H.465[23]
- Hanriot H.510[24]